# 舒卡夫卡农村居民点
舒卡夫卡农村居民点（俄语：Шукавское сельское поселение）是俄罗斯联邦沃罗涅日州上哈瓦区所属的一个农村居民点。其下辖有3个居民点，行政中心为舒卡夫卡。据2016年统计，该农村居民点的人口为533人。